# ジェームズ・ダイモン
ジェームズ・ダイモン（James "Jamie" Dimon、1956年3月13日 - ）はアメリカ合衆国の実業家。アメリカ合衆国の四大銀行の一つであるJPモルガン・チェースの会長および最高経営責任者を務めている。また、ニューヨーク連邦準備銀行においては2007年よりクラスA取締役を務めている。2006年、2008年、2009年、2011年の4回、タイム誌の発表する世界で最も影響力のある100人に選ばれている。インスティテューショナル・インベスター誌の発表する最良のCEOリストにも2008年から2011年まで選出されている。2011年には「今年のCEO」に選ばれた。
2011年度にはアメリカ合衆国内の銀行の最高責任者としては最高の2300万ドルの報酬を受け取った。

## 生い立ち
ニューヨーク市にてギリシャ系のセオドア・ダイモンとテミス・ダイモンの間に生まれ、ブローニング・スクールに通った。兄が一人、双子の兄弟がいる。祖父と父はシアーソンの株式仲買人であった。
タフツ大学にて心理学と経済学を専攻し、ある年の夏休みにはシアーソンで働いた。卒業後ハーバード・ビジネス・スクールに入学するまで、マネジメント・コンサルティング業界で二年間経験を積んだ。ハーバード大学での同期生にはジェフリー・イメルト・スティーブ・バーク・セス・クラーマンらがいる。ハーバード大学での夏休み期間中にはゴールドマン・サックスで働いた。1982年に経営学修士（ベーカー・スカラー）を取得すると、サンフォード・ワイルの熱心な勧めによりゴールドマン・サックス、モルガン・スタンレー、リーマン・ブラザーズからの内定を断りアメリカン・エキスプレスへアシスタントとして入社した。ワイルは投資銀行ほどの報酬は示さなかったものの、「楽しい（fun）」経験を得られると説得した。ワイルは、当時アメリカン・エキスプレスの執行役副社長であったダイモンの父、セオドア・ダイモンから息子が書いたエッセイを手渡されたことでダイモンに興味をもつようになった。

## 経歴
1985年にワイルが社内の権力闘争によってアメリカン・エキスプレスを退社するとダイモンも後を追った。二人はコントロール・データ・コーポレーションから消費者金融であるプライメリカ社を買収し、ダイモンは最高財務責任者として会社の好転を図った。前例が無い数々の合併と買収を繰り返し、1998年には世界最大の金融企業であるシティグループの設立に至ったが、同年11月の週末休暇中にダイモンはワイルによって解雇された。解雇の原因は、ダイモンがワイルの娘であるジェシカ・ビブリオウィッチの昇進を拒んだことを巡る1997年の論争によるものと言われている。一方、その他の問題を本質的な原因として挙げる報道も多く存在する。シカゴ大学における2005年の炉辺談話および2006年のケロッグ経営大学院によるインタビューでは、ダイモン自身が解雇はワイルによるものであると答えている。
2000年の3月になるとアメリカ合衆国で当時五番目の規模をもったバンク・ワン (Bank One Corporation) 社の最高経営責任者に着任した。JPモルガン・チェースが同行を2004年7月に購入すると、最高執行責任者に着任した。
2005年12月31日にJPモルガン・チェースの最高経営責任者に選任され、翌年12月31日には取締役会の会長にも指名された。
2009年には、投資顧問会社のブレンダン・ウッド・インターナショナルにおいて「トップガン・CEO」の一人に選ばれた。
2011年9月26日にはカナダ銀行総裁のマーク・カーニーと熱い議論を交わした。この中でダイモンは、国際金融規制であるバーゼル IIIの条項はアメリカの銀行を差別しており、反アメリカ的であると述べた。
2012年5月10日、JPモルガン・チェースはダイモンが「我々の全体的なクレジット・リスクを回避するよう設計されている」とした取引によって生じた20億ドルの損失を報告するための緊急電話会議を招集した。ダイモン自身の言葉によると、この戦略は「欠陥で、複雑で、十分に見直されず、実行も不完全で、監督も行き届いていなかった」とされる。この事案については、連邦準備制度、証券取引委員会、連邦捜査局によって捜査が行われている。
JPモルガンが20億ドルの損失を計上した際、, ポール・クルーグマンはダイモンを次のように批判している。

ダイモンは金融改革を遅らせ、骨抜きにし、台無しにしようと闘っているウォール街の者の急先鋒だ。政府保証がある資金を保有する銀行が自己勘定売買、つまり顧客の資金を投機に使うことを禁止するボルカー・ルールに対する反対の表明にあたっては特に声を大にした。JPモルガンの社長は、実質的に「我々を信用してください。全て順調です」と言っていたのだ。
結果的に全くそうではなかったのだが。

クルーグマンによると問題は賭けが失敗したことではなく、金融システム運営の鍵を握っている金融機関はそもそもそのような投機ビジネスとは一線を画すべきであり、納税者の財政保証を受けているなら尚更であるという。
ダイモンは2012年1月にボルカー・ルールに対して次のように発言している。

ボルカー・ルールのうち賛同できる部分もあるが、自己勘定取引を禁じた部分はそうではない。マーケットメーカーは重要だ。市民は、我々が最も幅広く、最も深く、そして最も透明場資本市場を持っていることを自覚すべきだ。このような市場があるのは、我々が莫大なマーケットメーカーを持っているからだ。もし、このルールが起案された当初のように書かれていたとしたならば、これから変更されると信じている。現状では、アメリカ国内でマーケットメーカーになることは非常に困難だ
。

中国の清華大学経済管理学院で顧問委員も務めている。2025年バウアー賞ビジネスリーダーシップ部門を受賞。

### 不良資産救済プログラム
JPモルガン・チェースの最高経営責任者として、2008年10月28日に不良資産買い取りプログラム（TARP）によりアメリカ合衆国財務省から250億ドルの資金が銀行へ注入されるのを見届けた。この金額は、不良債権化した住宅ローン関連の債権を処理するための同プログラムのA条により注入されたものの中で五番目に大きい金額であった。JPモルガン・チェースは他の銀行よりも財務状況が良く、TARPによる資金を実際には必要としなかったと報道されている が、政府が株式資本の銀行だけを例外にしない意向を示したため資金注入を受諾した。
2009年2月には、JPモルガン・チェースは自己資本をベースとして事業を買収していく方針を発表した。
アメリカ政府がJPモルガン・チェースに注入された250億ドルがTARPの目的を果たすよう推し進めることは2009年2月までなかった。この政府の行動力の無さについて、2009年2月1日にダイモンは次のように発言している。
| JPモルガンは、この馬鹿らしい銀行の国有化について話すことをやめたらうまくやっていけるのだろう。我々は資本も潤沢にある。政策担当者にはこういいたいね「今までどこに居たんだ？」と。銀行を生かしておいたのは彼らなのに、今になって「これまでの間違いを見ろ、俺らが来て直すから」なんて言いつつ皆に殴りかかっているんだ。 |

JPモルガン・チェースは、アメリカの大手銀行九行のなかで最も経営状態が良く、TARPの資金を受け取る必要が無かったと言われている。不良債権を抱えている小規模銀行がこの資金を受け取る事を奨励するため、財務長官のヘンリー・ポールソンはこれら九行に対し、TARPの資金を受け取るよう、間際になって強制したと言われている。

## オバマ政権との関係
民主党員であり、オバマの故郷であるシカゴで働いた経験もあるダイモンは、2008年アメリカ合衆国大統領選挙でバラク・オバマが勝利すると財務長官としてオバマ政権に加わるのではないかという予測もあったが、実際に指名されたのはニューヨーク連邦準備銀行総裁のティモシー・ガイトナーであった。
JPモルガン・チェースによるワシントン・ミューチュアルの買収後、ダイモンが指揮した不動産価格の暴落、信用危機、全米の企業に影響したバンク・オブ・アメリカ、シティバンク、ワコビアなど銀行の倒産危機への対応についてオバマは次のようにコメントしている。
| JPモルガンのように非常に良く運営されている銀行は数多くあるが、中でもそのCEOのジェーミー・ダイモンは良い例だ。巨大なポートフォリオをうまく運営していることで罰せられるべきとは思わない。 |

ダイモンは前アメリカ合衆国大統領首席補佐官のラーム・エマニュエルなどを通じてホワイトハウスと親密な関係を持ち、オバマ政権に影響を振るっている。また、ロイド・ブランクファイン、ヴィクラム・パンディットと並び、財務長官のティモシー・ガイトナーに自由なアクセスを持つ三人の最高経営責任者と言われている。しかしながら、オバマ政権の方針に公然と反対する姿勢も多々報じられていた。
2012年5月15日には、ABCの The Viewに出演したオバマは、ウーピー・ゴールドバーグがJPモルガン・チェースが20億ドルの損失を計上したことに関する質問に対し、無責任との批判に対しダイモンを擁護し「初めに言っておくが、JPモルガンは最も良く経営されている銀行の一つだ。社長のジェーミー・ダイモンは世の中で最も賢い銀行家の一人だ」と述べつつ「しかし、この案件は調査される」と付け加えた。
2012年の大統領選挙でオバマが再選された場合は現財務長官のティモシー・ガイトナーは引退した。このため、JPモルガン・チェースの最高経営責任者として金融危機をほぼ無傷で乗り切ったダイモンが長官候補となる可能性は高いと言われていたが、ジェイコブ・ルーが指名された。

## 私生活
ジュディス・ケントと結婚しており、ジュリア、ローラ、カラの3人の子供がいる。